# 1831 год в истории железнодорожного транспорта
1831 год в истории железнодорожного транспорта

## События
- В США между Балтимором и Огайо построена железнодорожная линия длиной 97 километров.[1]
- Американский предприниматель М.У. Болдуин основал паровозостроительный завод в Филадельфии.[1]

## Персоны

### Родились
- 3 марта — Джордж Мортимер Пулльман американский изобретатель и промышленник, создатель компании «Пульман»[2].